# Helene Rother
Helene Rother, född 1908, död 1999, var en fransk-amerikansk designer. Rother specialiserade sig för design av bilinteriörer som en av de första kvinnliga formgivarna inom fordonsindustrin. Hon formgav även möbler, smycken och accessoarer.
Rother arbetade i USA för General Motors, Nash och American Motors Corporation (AMC).